# Ralph Hotere
Hone Papita Raukura Hotere ONZ (en), mieux connu sous le nom de Ralph Hotere, né le 11 août 1931 à Mitimiti dans le Northland,, et mort le 24 février 2013 à Dunedin, est un peintre et sculpteur  « perçu comme l'un des plus importants artistes néo-zélandais contemporains ».
Il étudie au Royaume-Uni (à la Central School of Art à Londres) et en France, où ses premières toiles, minimalistes, sont exposées dans les années 1960,.
« [L]'un des artistes les plus acclamés et les plus provocateurs » de Nouvelle-Zélande, il dépeint « des moments clef dans l'histoire [du pays] à travers ses toiles sombres et poétiques ». Le noir est la couleur dominante de ses œuvres, qui expriment son regard notamment sur la très controversée tournée de l'équipe d'Afrique du Sud de rugby à XV en 1981 ; sur l'affaire du Rainbow Warrior en 1985 ; sur le massacre d'Aramoana en 1990 ; mais aussi sur des projets économiques comprenant un risque pour l'environnement. Durant ses années en Europe, ses œuvres répondent par ailleurs au développement des missiles Polaris, ou encore à la guerre d'Algérie.
Ses peintures incorporent également des hommages à des poètes tels Bill Manhire, Hone Tuwhare, Ian Wedde ou Cilla McQueen, sous la forme de mots : des extraits de leurs poèmes, et de conversations entre eux et lui. Ses œuvres se veulent des « équivalents visuels » à leurs poèmes,.
En décembre 2011, il est fait membre de l'Ordre de la Nouvelle-Zélande par le reine Élisabeth II, à travers son Gouverneur général Sir Jerry Mateparae, « pour services rendus » au pays. Il s'agit du « plus grand honneur du pays » ; seules vingt personnes (vivantes) peuvent être membres de cet ordre simultanément.
Maori, il est issu de l’iwi Te Aupōuri. Il récuse toutefois toute étiquette ethnique en rapport à son œuvre.